# Chrysostomus Cöler

Chrysostomus Cöler, Stich von Pieter de Jode nach Anselm van Hulle (1649, 1717)

Chrysostomus Cöler (* 28. Oktober 1607 in Hildesheim; † 11. Mai 1664 in Wolfenbüttel) war ein deutscher Jurist und Diplomat.
Chrysostomus Cöler war ein Sohn des Guardians und Münzmeisters in Hildesheim Gerhard Koeler und dessen Ehefrau Dorothea Dyß. Er besuchte das Gymnasium in Hamburg und studierte danach in Rostock, Rinteln und Marburg, wo er promoviert wurde.
1644 wurde er Hofrat im Fürstentum Braunschweig-Wolfenbüttel und heiratete die Tochter Anna Margarethe des Vizekanzlers Jakob Lampadius. Von 1646 bis 1648 nahm er als Gesandter am Westfälischen Friedenskongress teil. Wahrscheinlich ab Oktober 1661 war er Vizekanzler des Fürsten von Braunschweig-Wolfenbüttel. Er wurde in der Marienkirche in Wolfenbüttel beigesetzt.